# Lee Cummard
Lee Cummard (Mesa (Arizona); 31 de marzo de 1985) es un exjugador de baloncesto estadounidense. Mide 2,01 metros de altura y ocupaba la posición de escolta. Actualmente ejerce como entrenador asistente en la Universidad Brigham Young.

## Trayectoria

### Inicios
Cummard nació en Mesa, Arizona y asistió a la escuela secundaria en Mesa High School, donde jugó en el equipo de la escuela. Allí, él fue nombrado en 2004 Jugador del Año de Arizona y nominado al McDonald's All-America. Lideró a su equipo en el 5A State Championship, promediando 20.0 puntos, 5.5 rebotes y 3.5 asistencias en su último año en 2003-04.

### Universidad
En su primer año en la Universidad Brigham Young, fue titular 14 partidos, promediando 4,9 puntos, .455 en tiros de dos 0.395 en tiros de tres y 0.765 desde el tiro libre en 14.8 minutos para los Cougars. También hizo 2-de-3 desde la línea de tres puntos contra TCU para hacer 6 puntos, mientras que capturó 4 rebotes y 4 asistencias en 19 minutos en esa temporada.
En su segundo año, Cummard fue titular en los 34 partidos promedio de 9.4 puntos por partido. También lideró a la Universidad Brigham Young en rebotes en ocho ocasiones, en asistencias en ocho ocasiones y en anotación otras dos, ayudando a los Cougars a ganar el MWC title con un récord de 25-9.
En su temporada júnior, lideró a BYU en rebotes, asistencias y puntos, ayudando al equipo a ganar el MWC title con un récord de 25-9 también.
En su último año, Cummard ganó el first-team All-MWC honors y fue nombrado fourth-team All-American por FOXSports.com. Recibió el High-Major All-America Second Team honors por CollegeHoops.net. Esa temporada, recibió el Male Athlete of the Year Award y el Dale McCann Spirit of Sport Award at the 2009. Esa misma temporada, Cummard fue nombrado Wooden Award and Naismith Award preseason watch lists ya que lideró al equipo en anotación, tapones, porcentaje de tiros libres y de triples y fue el segundo del equipo en porcentaje de tiros de campo, asistencias y rebotes.

### Profesional
Cummard comenzó la temporada 2009-2010 jugando para los Utah Flash de la D-League. Cummard jugó para los Sacramento Kings en la NBA Summer League de 2010.
En enero de 2010 firmó con el Fos Ouest Provence Basket francés, con el que jugó el resto de la temporada. 
Desde la temporada 2013-2014, está jugando en el Crelan Okapi Aalstar belga.

### Entrenador
[actualizar]